# Karah Parshad
El Karah Parshad, és un aliment dolç que, en el sikhisme, està a la disposició de les persones que visiten la gurdwara, el temple sikh, es reparteix generalment després de la recitació de l'oració Ardas. Aquest aliment està fet amb una tercera part de ghee (mantega clarificada), un terç de sucre, i un terç de farina de blat integral.
El karah parshad es trobava entre els antics ritus dels aris, en els cultes anteriors a l'hinduisme, en aquests ritus els fidels oferien menjar als seus déus. El karah parshad ha de preparar-se en una cuina santificada, generalment la cantina del temple, el langar. Els himnes sagrats es poden recitar durant la preparació del parshad.
Normalment, és costum que el kirpan toqui el menjar preparat abans de la seva distribució. El cap del temple recorda llavors la creació de la fraternitat de la khalsa. Independentment del rang i la casta de la persona, el creient rep el karah parshad, aquest gest simbolitza la recepció de la gràcia divina, aquesta tradició es remunta als temps del Guru Arjan Dev Ji. El karah parshad també s'ofereix en la cerimònia del baptisme sikh, l'Amrit sanchar. El karah parshad és també un gest d'hospitalitat cap als visitants del temple.